# Krissy Matthews

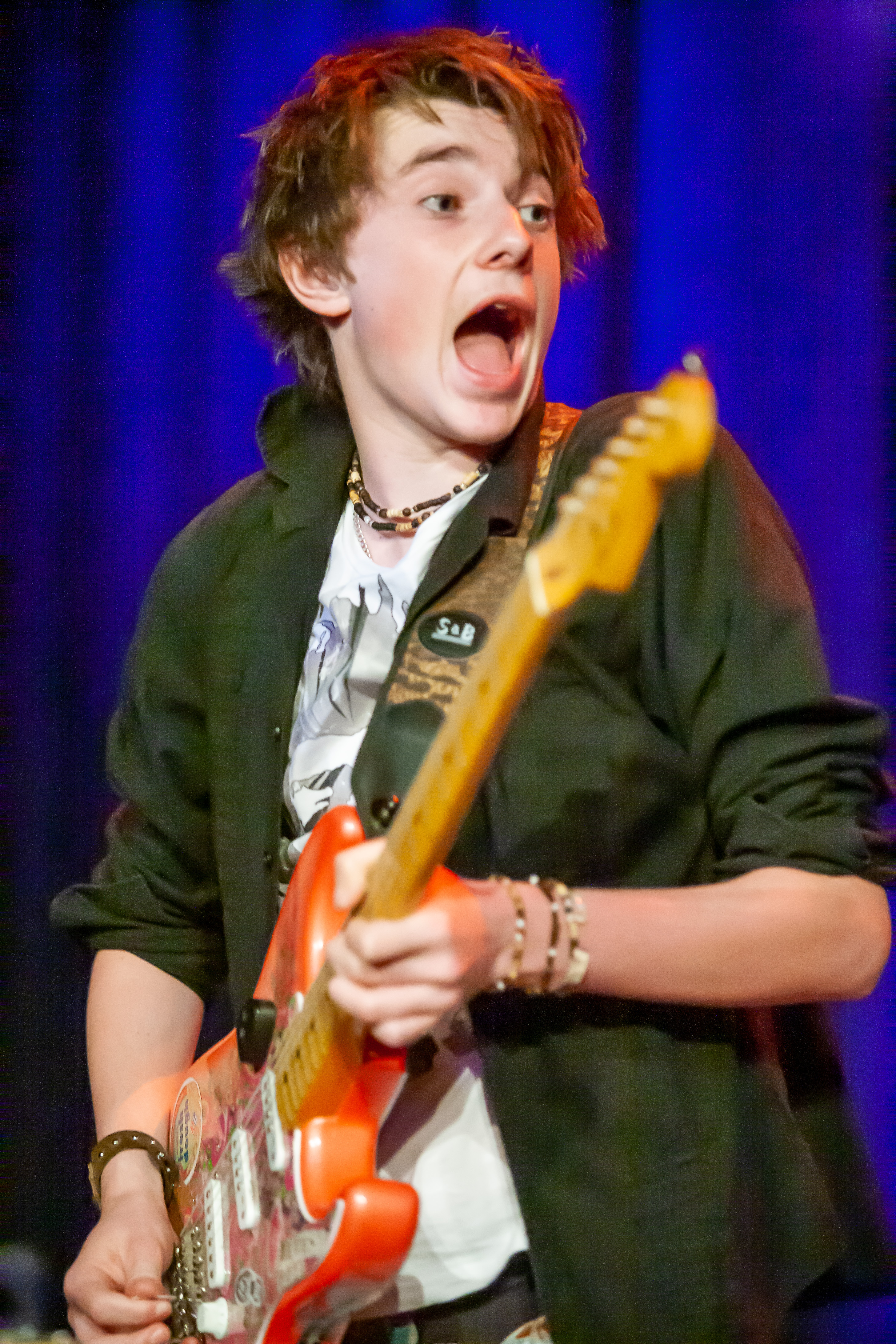
Krissy Matthews (2007)

Krissy Matthews (* 25. Mai 1992) ist ein britisch-norwegischer Bluesrock-Gitarrist und Singer-Songwriter.

## Biografie
Bereits mit drei Jahren nahm sein Vater ihn mit auf die Bühne. Seine erste elektrische Gitarre bekam Krissy Matthews an seinem achten Geburtstag. Sein Vater brachte ihm Stücke von Hank Marvin und den Shadows bei. Mit elf Jahren entdeckte er den Blues für sich. 2004 spielte er John Mayall vor, dessen Konzert er in Norwegen besuchte. Mayall nahm den 12-Jährigen mit auf die Bühne, um bei einigen Songs mitzuspielen. Daraufhin wurde er zu Interviews eingeladen und durfte bei einigen norwegischen Festivals und in Clubs mitspielen.
In England gründete er 2004 seine erste Band, Krissy’s Blues Boys, in der sein Vater Keith Matthews als zweiter Gitarrist spielte. Nach einem Jahr wurde aus dem ursprünglichen Quartett ein Trio mit Keith Matthews am Bass; die Schlagzeuger wechselten öfters. 2005 nahmen sie eine erste CD Influences auf, mit Mark Freeman am Schlagzeug und Keith Matthews am Bass. Zunächst nur zum Verkauf bei Auftritten gedacht, bekam Krissy Matthews Anfang 2006 einen Plattenvertrag; das Album wurde in Blues Boy umbenannt.
Anfang 2007 wurde das zweite Album No Age Limit in Norwegen aufgenommen. Neben Krissy Matthews spielten Keith Matthews am Bass, Freddy Schaal am Schlagzeug, Mike Smith an den Keyboards, und als „Special Guests“ Felix Peikli an der Klarinette und Silje Hagen als Begleitsängerin. Das Album erschien im August 2007. Im April 2008 verließ Krissy Matthews die Schule im Alter von 15 Jahren und widmete sich seitdem ganz der Musik.
Im Januar 2009 entstand das dritte Album Allen in Reverse mit Keith Matthews am Bass, Chris Sharley am Schlagzeug, Mike Smith an den Keyboards und Holly Petrie als Begleitsängerin. Das Album kam im September auf den Markt. Im November gab es eine Live Session bei BBC Radio 2, die im Februar 2010 ausgestrahlt wurde. Das vierte Album Hit the Rock wurde Ende 2010 in Oxford aufgenommen und im April 2011 veröffentlicht.
Das fünfte Album Scenes from A Moving Window entstand 2013 in der Besetzung Paul Jobson (Keyboards), Aaron Spiers (Bass) und Kevin Hickman (Schlagzeug), mit Nikki Loy und Keith Matthews als Gästen; Produzent war Pete Brown. Die Veröffentlichung fand erst 2015 statt.
Im Jahr 2024 erschien die Doppel-CD Krissy Matthews & Friends, die mit der Beteiligung bekannter Musiker, wie Dennis Chambers, Pete Brown, Chris Farlowe, Arthur Brown, Vanja Sky, Inga Rumpf, Miller Anderson, Stefan Stoppok, Dani Wild und Beth Morris aufgenommen wurde. Matthews stelle dieses Album bei einer dreistündigen Liveshow auf einem Festival im Kloster Altzella vor.
Krissy Matthews ist in zahlreichen Ländern und mit vielen maßgeblichen Größen der Bluesrock aufgetreten.

## Diskografie
- 2006: Blues Boy
- 2007: No Age Limit
- 2009: Allen in Reverse
- 2011: Hit the Rock
- 2015: Scenes from A Moving Window
- 2019: Monster in Me
- 2021: Pizza Man Blues (Ruf Records)
- 2024: Krissy Matthews & Friends (2CD)